# Георги Марков (писател)
Вижте пояснителната страница за други личности с името Георги Марков.
Георги Иванов Марков е български писател, театрален и филмов сценарист, а впоследствие – публицист и дисидент, живял и творил в условията на социалистическа България и в емиграция (от 1969 г. до убийството му през 1978 г.).
В творчеството му се открояват два периода. Първите му произведения датират от началото на 50-те години на ХХ век. С повестта „Мъже“ (1962 г.) получава признание и става професионален писател. Следват разкази, новели и пиеси, поставени на сцена. Към 1969 г. отношенията му с властите се влошават, три от пиесите му са спрени и той напуска България, макар първоначално само с намерение за кратък отпуск. В крайна сметка Марков избира да живее в чужбина постоянно, първоначално в Италия, след това до края на живота си – в Лондон. Той продължава да пише и се превръща в един от най-известните и продуктивни български дисиденти. Започва работа в българската редакция на Би Би Си. Най-значителното произведение от емигрантския му период са „Задочни репортажи за България“ – серия от есета, излъчвани по радио „Свободна Европа“, в които описва живота в социалистическа България, подлага на критика партийната върхушка и нравствения упадък на българския народ под влиянието на господстващата комунистическа идеология.
Резултат от тази публицистична и обществена дейност е повишеното внимание от страна на Държавна сигурност (ДС). Разкриването на този факт става възможно след падането на комунистическия режим през 1989 г., когато става известно, че от средата на 70-те години на XX век две различни управления на ДС са разработвали писателя. Поради унищожаването на едното досие под кодовото име „Скитник“ през януари 1990 г., срещу служители на ДС се води дело, при което се разкрива съществуването и на друго досие, което също липсва. Не е известно какво са съдържали общо 16 тома материали в двете досиета, но е вероятно да описват мероприятия, провеждани обичайно спрямо т.нар. „изменници на родината“. На 7 септември 1978 г. в Лондон срещу Марков е извършено покушение, замаскирано като уличен инцидент, при който писателят е прострелян с миниатюрна отровна сачма. След няколко дни на безуспешни опити за лечение Георги Марков умира на 11 септември 1978 г. Убийството му предизвиква много широк обществен резонанс по света и става известно като българският чадър. Разследването му се води както в Обединеното кралство, така и в България след 1992 г., но е безрезултатно. Не са установени нито поръчителят, нито прекият му извършител, а следственото дело в България е прекратено през 2013 г. поради изтичането на давност. Въпреки това повечето автори предполагат активна роля на ДС.

## Ранни години
Роден е на 1 март 1929 г. в софийския квартал Княжево. Бащата Иван Марков (1908 – 17 юни 1978, Княжево) е фелдфебел в армията на Княжество България. Рано инвалидизиран поради тежка форма на туберкулоза, Иван Марков работи в будка за вестници около спирката в Княжево. Майката Райка Маркова (1907 – 1985) е домакиня, родом от село Мещица, Пернишко. В семейството се раждат три деца – Георги (1929 – 1978), Никола (1931 – 2022) и Васил (? – 1950), починал като дете.
На 19-годишна възраст Георги Марков заболява от тежка форма на белодробна туберкулоза, което налага продължително лечение, макар и с прекъсвания. В продължение на повече от десетилетие, в зависимост от стадия на обостряне, Марков влиза и излиза от болнични заведения. В санаториума на д-р Любомир Хаджииванов във Владая край София той прави и първите си литературни опити.
През 1946 г. Георги Марков завършва Първа мъжка гимназия в София, след което започва да следва химия в Русе. След една година (според Любен Марков) или три години поради закриването на факултета в Русе, Георги Марков се премества в Държавната политехника в София, където се дипломира през 1953 г. като инженер-химик. Работи последователно като инженер-технолог в Държавното индустриално предприятие „Победа“ и ДИП „Стинд“, а от 1952 до 1958 г., е преподавател в Техникума по керамика и стъкло. Пенсионира се по болест през 1959 г.

## Творчество в България
Първото публикувано произведение на Марков не е установено. Като такова най-често бива сочен разказът „Рекордьорът на уиски“ (7 юли 1951 г.), поставян във вестниците „Народна култура“ и „Народна младеж“, поместен всъщност във вестник „Народна войска“. Според обнародвано през 2007 г. издирване по въпроса, основните версии за дебюта на писателя по страниците на печата са не по-малко от три:
1. Версия на Слав Караславов (1972) за дебют във в. „Стършел“ през 1952 г. С подпис „Б. Априлов и Г. Марков“ през посочената година в „Стършел“ е поместен фейлетонът „Гората на ужасите“ (12 дек. 1952)[9]. Вече с подпис „Георги Марков“, по-късно също в „Стършел“ са публикувани: „Началникът лови риба“ (13 авг. 1954), „Как се издигнах“ (21 ян. 1955) и „На хляба мекото“ (1 юли 1955). Сюжетът на фейлетона „Как се издигнах“ по-късно става основа и на сатиричната комедия на Марков „Аз бях той“ (1969)[10].
2. Версия на Йордан Василев (1990) за дебют във в. „Народна войска“[11] през 1951 г. С подпис „Георги Марков“ през посочената година в „Народна войска“ са поместени разказите: „Рекордьорът на уиски“ (7 юли 1951) и „По болшевишки“ (10 дек. 1951)[9]. В същия вестник, но вече преименуван „Народна армия“ (1952), излиза и повестта „Цезиева нощ“ (2 – 9 авг. 1955), по-късно включена в първата книга на Марков[12].
3. Версия на Александър Костов[13] (1996) за дебют във в. „Земеделско знаме“ през 1947 г. С подпис „Г. Марков“ през посочената година в „Земеделско знаме“ са поместени очерците: „Любен Каравелов борец за балканска федерация и славянско сътрудничество“ (6 февр. 1947), „Пушкин – певец и художник на руската природа“ (9 февр. 1947), „А. Грибоедов“ (12 февр. 1947), „Джордано Бруно“ (19 февр. 1947), „Хайнрих Хайне“ (21 февр. 1947), „Шевченко – поетът на селска Украйна“ (13 март 1947) и „Борис Шивачев“ (21 март 1947). Борис Шивачев, подобно на самия Георги Марков, е роден в семейството на военен и детството му, също като това на по-младия му колега, е съпътствано от чести промени на местожителството. Тази прилика в биографиите на двамата би могла да бъде първопричина за един възможен интерес на Марков към Шивачев[9].

От средата на петдесетте години на XX век Георги Марков публикува не само разкази, но и научнопопулярни статии във в. „Вечерни новини“, подписвайки се „Георги Марков“, „Г. Иванов“, „Георги Иванов – инженер-химик“, „Георги Марков – инженер-химик“ и др. Поне една от историите, поместени тогава във „Вечерни новини“, по-късно е разказана и в „Задочни репортажи за България“.
Първите книги на Марков са сборникът „Цезиева нощ“ (1957) и „Победителите на Аякс“, юношески научнофантастичен роман (1959). „Цезиева нощ“ съдържа две новели – „Цезиева нощ“ и „Зелената писалка“. Първата новела е криминално четиво, в стила на класическия жанр и рамка – актуалните за онова време идеологически „противопоставяния“. Изданието е първото, в което Марков е самостоятелен автор, и е преведено на руски в рамките на серията „Военни приключения“. Книгата има голям читателски успех, но е жестоко критикувана в България с квалификации като „булевардно четиво“, „пълна с наивни фактически грешки“, „идеологически некоректна“ и т.н.
„Победителите на Аякс“ е съзвучен с идеалите на времето си; в романа български лекар (Михаил Лазаров) и съветска лекарка (Лиза Орлова) са ключов фактор в борбата на човечеството срещу жителите на съзвездието „Аякс“.
Романът „Покривът“ (1959), непубликуван приживе и вдъхновен от действителна строителна авария в Перник, описва епизод около срутването на покрива при строеж на индустриална сграда и опитите за възстановяването му. Това е ключова творба за Марков от този период, с ярки образи на репресирания строителен инженер Мартин Димшин, неговия мъчител-надзорник и ръководител на проекта Иван Донков, както и ръководителя на отдел „Личен състав“ Патраков. Сгромолясването на покрива, майсторски описано, отразява цялостната алюзорно-алегорична същност на романа. Според Цвета Трифонова това е „българската оруеловска книга, глобална, зловеща метафора на социализма“. „Покривът“ е спрян от печат поради определените като неприемливи „алегории“ със скрит „антиобществен“ подтекст, преработван е чак до 1978 г., и публикуван в България едва през 2007 г.
Следва разказът „Единственият ден“, публикуван в сб. „Анкета“, 1960 г., и сборник разкази „Между нощта и деня“ (1961), в който особено трябва да се отбележат „Розата“, „Майки и синове“, „Смърт и живот“, „Момчето“, „Завръщането на Стоян“. Публикувана в сб. „Анкета“, новелата „Последния патент“ е една от редките чисто поръчково–конюнктурни работи на Марков от този период, която съществува и във вариант на пиеса (1969).
Романът „Мъже“ (1962) донася слава и признание за Георги Марков. По сюжет „Мъже“ е конюнктурна творба, но като литературна структура, свежест на диалозите, личностни взаимоотношения и начин на третиране на злободневните проблеми е новаторско произведение. Именно на тези качества се дължи и популярността на романа сред читателите. Свежестта, непринудеността и естественото поведение на младите герои, независимо от известната бледност на образите, се различават от стила на изобразяване в българската литература след 1944 г. В „Мъже“ щампите не са казионни и не дразнят, а са „смесени“ с палитра от човешки ценности. Тези щампи се възприемат повече като личностни особености на характерите, отколкото като политически „послания“. В центъра на романа са хората, живеещи в една политическа рамка от време, а не политическата система с нейните „хора-винтчета“. Точно това е радикалното в произведението – то „убеждава“ властимащите, че Марков е „свой“, а в същото време той пише с човешки нотки, като системата не е главен герой.
Романът спечелва годишната награда на СБП, а Георги Марков е приет направо за редовен член на съюза, прескачайки формата „кандидат-член“. Членството в творческия съюз му осигурява привилегирована позиция в обществото и материална стабилност, поради възможността широко да публикува в националния печат. Скоро след това той става редактор на научнопопулярни разкази в издателство „Народна младеж“, като по такъв начин става един от малкото чисто професионални писатели за времето си. В средата на 1960-те години, Марков и Здравка Лекова се преселват във вила в Драгалевци, национализирана бивша собственост на състоятелно лице. Там писателят създава повечето от най-известните си творби от българския си период – новелата „Асансьорът“ (1965), сборника разкази „Портретът на моя двойник“ (1966), „Жените на Варшава“ (1968), пиесите „Кафе с претенции“ и „Асансьорът“ (1967) (камерна драма, описваща преживяванията на затворените в асансьор архитект Лозан и преподавателката по акордеон Стефка, по едноименната новела от 1965), „Да се провреш под дъгата“ (1967), „Атентат в затворената улица“, „Аз бях той“, „Комунисти“ (1969) (последните четири свалени по цензурни съображения).
Пиесите на Марков от този период са не само свежи, популярни и желани. По стил и изразни средства те са силно новаторски за българската театрална действителност – всъщност успехът на Марков като театрален драматург е не по-малък от този като писател. За огромната му популярност като драматург може да се съди по това, че сценични откъси от негови пиеси влизат като мизансцен и декор в български филми като „Рицар без броня“ (1966, режисьор Борислав Шаралиев, сценарист Валери Петров).
През 1969 г. при подготвителната си работа за пиесата „Комунисти“, посветена на 25-годишнината от 9 септември 1944, Марков получава достъп до секретни архивни материали – съдебните дела отпреди 1944 г. срещу ключови комунистически дейци (Адалберт Антонов – Малчика, Леон Таджер, Никола Вапцаров, Лиляна Димитрова, Боян Чонос). Четейки документите с месеци, Марков открива в тях света на наивните или самотните комунисти. Това го шокира, защото за разлика от общоприетия тогава начин на отразяване на тези личности единствено като герои той вижда (и после показва) човешките им мотиви, далеч от идеи и щампи. Освен че разкрива драмата на хора, изправени пред неминуема смърт, разкрива и детайли за комунистическата йерархия, в която „висшите“ не жалят „низшите“ и в която тези „висши“ служат само на „идеали“ без връзка с реалността. Идеали, за които никой чужд живот не е достатъчен, стига да не е техният.
Въз основа на събрания материал Георги Марков написва сценария на първите серии на телевизионния сериал „На всеки километър“. В тях той за първи път извежда на екран образа на умния, образован и рафиниран в обноските полицай Богдан Велински (вероятен първообраз е Никола Гешев, началник на отделение „А“, Обществена безопасност, Дирекция на Полицията, Царство България) – нещо невиждано в общоприетите за времето литературни традиции.

## Възгледи
При пребиваването си в лечебни заведения, особено в санаториума във Владая, Марков влиза в контакт, както и сам той признава, с реалното изграждащо се „комунистическо“ общество, с неговите контрастни „ценности“ и псевдоморал. Именно личният сблъсък с неумолимата, жестока и безпощадна реалност формира познатите по-късно типични черти на характера на Марков – вкус към живота, лекота на общуване и харизматичност, с известни нотки на епикурейство, и ненаситен стремеж да се живее интензивно и в настоящия миг, „като за последно“.
Материално независим, физически привлекателен и чаровен, след приемането му в СБП Георги Марков става популярна и притегателна фигура и сред управляващата партийна върхушка. Това му дава възможност да изгради широк кръг от контакти и неформални познанства – както с хора от самия партиен връх, членове на Политбюро, така и с по-низши партийни функционери и бюрократи. В неформална и формална обстановка се затвърждават едни и преобръщат други представи, градят се и се срутват авторитети. Опознава отблизо интимния „климат“ на партиен живот по най-висшите етажи на властта, лавира сред „вражески“ лагери и временни „приятелства“, породени било от исторически вражди, резултат на неизживени конфликти от миналото, било от обстоятелства и интереси. В този климат Марков за пръв път успява вътрешно да се ориентира и прокарва собствени паралели между идеализма на убедените комунисти и алчността на комунистите-приспособленци. Опознава честните докрай и ги разграничава от нагаждачите, конформистите и лакеите. И всичко това става с лекота и без особена трудност – Марков не е „правоверен“ в класическия смисъл, но все още не е и дисидент. Той просто наблюдава и критикува „правилно“ в позволените рамки, без да оставя и най-малкото впечатление на „чужд“. Той дава възможност на комунистическите функционери от всякакъв ранг да се „изприкажат“ в неформална обстановка и без риск от „изтичане на информация“. В този смисъл Марков им предоставя един по-широк обществен контакт, какъвто те нямат поради теснота на духовни интереси, липса на образование или идейна и личностна ограниченост. Георги Марков не е меркантилен и това му помага да запази авторитет и критично мнение от позицията на „имащия моралното право“.

### Конфликт с властта
Неговата популярност и успех като писател обаче застават в основата на конфликта на Георги Марков с властта, назрял към края на 1960-те години. След като става утвърден, печатан и ценен не само като писател, но и като драматург, у Марков постепенно се изгражда илюзията, че в резултат на известност, влияние, публичност, той като личност може чрез перото си да влияе на определени обществени процеси, да оформя преобладаващо мнение, да коригира направления в обществения (или поне в интелектуалния) живот. Тази илюзия се подкрепя и от разширените му социални контакти по етажите на властта, включително достъпа до Тодор Живков.
От края на 50-те и почти до края на 60-те години комунистическата власт в България умишлено насърчава правото на глас на индивида и поощрява критичността към обществените процеси или публичните фигури. Това обаче е по-скоро капан – всъщност свобода на словото няма, а се търси установяването на истинското отношение на всеки индивид към властта. През 1967 г. е създаден специален отдел на ДС със задача да контролира потенциално критични към режима групи с относително голямо влияние върху общественото мнение, сред които интелигенцията. Част от нейните представители, особено по-възрастните Димитър Димов, Емилиян Станев, Димитър Талев, навреме усещат това почти рефлекторно. Георги Марков – напротив, с всяко следващо произведение или пиеса засилва критичните нотки, а формата на тази критика става не само по-открита, но и опасно се разширява извън темата на индивидуалното недоволство към кардинални въпроси на политическото устройство и същността на държавния строй.
След Пражката пролет от 1968 г. толерантността на властите към свободната критика рязко намалява и вероятно се оказва, че Марков прекрачва „границата на позволеното“. Според Д. Кенаров това негово поведение е резултат от вътрешно осъзнаване, че когато за един писател тази граница вече е достигната, по-нататък следва само безвремие и безсмислие или краен конформизъм и безтегловност, макар и с материално благополучие .
Преломен момент в отношението на властите към Марков е спирането на пиесите му – „Да се провреш под дъгата“ (свалена по цензурни съображения от сцената на „Театър на Народната армия“ през 1967 г. на 13-ото представление), „Комунисти“ и „Аз бях той“ (1969) (свалени по цензурни съображения).
След заминаването му през 1969 г. властите на няколко пъти подновяват паспорта му, така че първоначално Георги Марков пребивава в чужбина с валидни и редовни документи. Когато по-късно става ясно, че той няма намерение да се завърне, паспортът му не е подновен; нещо повече – срещу него е заведено съдебно дело като невъзвращенец. Още през юли 1971 първи отдел на Шесто управление на Държавна сигурност отваря досие на Марков под псевдонима „Скитник“. През 1972 г. е изключен от СБП и на 27 декември е осъден задочно на 6 години и 6 месеца затвор. Произведенията му са иззети от библиотеките, а името му не се споменава в официалната българска преса и медии до падането на комунизма. В същото време ДС го причислява към групата на „вражеската емиграция“ и започва оперативната му разработка. Към средата на 1970-те Марков вече работи за три западни радиостанции: BBC, Deutsche Welle и Свободна Европа – и трите считани от ДС за прокарващи „идеологически саботаж“. Таен доклад на ДС от 1976 нарича Марков „‚тежката артилерия‘ на идеологическата диверсия, провеждана от противника чрез радиопропаганда“ и срещу него е заведено дело за оперативна разработка и в Първо главно управление на ДС .

## Емиграция
На 15 юни 1969 г. се играе вътрешната премиера на пиесата „Аз бях той“ (режисьор Методи Андонов) в Сатиричния театър. В резултат на редица цензурни претенции и забележки пиесата не е допусната до премиера и категорично е отхвърлена с намеци за „антипартийност“ („Ти каква чешка пиеса си написал??“ – фраза, подхвърлена от негов високопоставен познат, присъствал на предпремиерата – вероятно се касае за Костадин Кюлюмов). По-късно същия ден, по съвет на познат, Георги Марков напуска България с колата си през Драгоман, ползвайки валиден задграничен паспорт с виза за Югославия в посока Белград, Република Югославия. Там отсяда за кратко в хотел „Екселсиор“, но след това решава да замине за Италия при брат си Никола Марков, който живее там от февруари 1963 г. и се препитава с филателия.  Никола Марков живее в Болоня и притежава вила в околността. След кратко пътуване до Виена с неизвестна цел, Георги Марков се настанява във вилата на брат си, където остава до окончателното си заминаване за Лондон.
Пребиваването на Марков в Италия е самотно, ограничено откъм контакти, но с надежди за успех като сценарист в бъдещ филмов проект. Успява да се срещне с Федерико Фелини, има известни контакти и с местната интелигенция и редактори на издателства, но на този етап нищо повече не е възможно; вероятно и поради това, че не владее италиански език. Първоначалното му намерение е да изчака преминаването на скандала около пиесата му в България и след това да се прибере, затова подновява веднъж паспорта си в Рим с обяснението, че иска творческа отпуска. По същия повод задграничният му паспорт е подновяван още няколко пъти, включително и с личната намеса на Иван Башев (министър на външните работи по това време). По признание на самия Георги Марков, той е бил готов да се върне в България през септември 1969 г., но забраната на пиесата му „Комунисти“ (предназначена за театър „Сълза и смях“ ) го отказва от идеята. Вероятно именно тогава Марков е осъзнал сложността на ситуацията и безизходността на положението си. По отношение на „Комунисти“ към Марков е било проявено особено внимание и му е бил предоставен достъп до архиви, затворени и досега. По тази причина излъганото доверие в такова отговорно начинание ясно откроява личността на Марков като „чужд“ за управляващите.
През първата половина на 1970 г. по покана на Петър Увалиев Георги Марков заминава за Лондон и живее известно време с емигранта Теодор Лирков в Клапъм, Лондон. Този период от живота на писателя е съпроводен с редица трудности – както материални, така и свързани с адаптацията му към ново и непознато социално обкръжение, затруднено и от незнанието на английски език. Увалиев му възлага драматизация на руска класика, намеквайки също и за възможност за екранизация на „Жените на Варшава“ , но тези намерения не се реализират.
Аз още очаквам да започна някаква работа с Увалиев. Той беше изразил най-добри намерения, но досега не можа да направи нищо. Това до голяма степен скова работата ми и ме притесни извънредно. Неговите възможности са твърде големи и той действително може да ме вкара в играта. Иначе е много трудно. Специално за Италия хич не е важно какво си написал, а е важно кой си.
Провалът на екранизацията се обяснява с „липса на финансиране и криза в европейската филмова индустрия“, което едва ли е валидно, тъй като именно в този период в Европа се създават едни от най-значителните филмови творби на 20 век и филмовата индустрия е в разцвет. Вероятно причините се крият в малката му популярност в Европа тогава и в неизвестността му като сценарист. От тази неуспешна „инициатива“ остава и дълготрайна лична неприязън и вражда към Петър Увалиев, която се подсилва и от засилващия се „флирт“ на Увалиев с българските официални власти и в частност с Людмила Живкова, на която помага с дисертацията в Оксфордския университет . Нещата около тези взаимоотношения получават необратимост, когато Увалиев посещава „триумфално“ София след почти 25-годишно отсъствие и е обласкан от официалната власт.
Към края на 1971 г. става редовен сътрудник на българската секция в Дойче Веле с петнадесетминутни репортажи, разказващи за българската култура и политика. През 1972 г. Марков започва работа като журналист в българската секция на Би Би Си. По-късно започва да сътрудничи и на „Свободна Европа“. 
През 1974 г. на лондонска сцена се играе пиесата му „Да се провреш под дъгата“, а в Единбург пиесата „Архангел Михаил“, написана на английски, печели първа награда. Романът „Достопочтеното шимпанзе“ (на английски: The right honourable chimpanzee), написан в съавторство с Дейвид Филипс, излиза посмъртно.

Според Димитър Бочев, тогава журналист от Свободна Европа, Марков е огорчен, че дори на Запад липсва пълна творческа свобода и трябва да се съобразява с редакционните политики: 
„докато за нашите американски, британски и западногермански работодатели ние бяхме прекалено антикомунистически настроени, те бяха за нас недостатъчно последователни в антикомунизма си.“

Своето разочарование самият Марков изразява в писмо до Бочев, датирано 18 – 22 февр. 1977 г.:
„От много отдавна вече не вярвам в „свободата на словото“, която на практика се свежда и в двата свята до свободата да крещиш на глас у дома си или пред неколцина приятели това, което те вълнува. Но я се опитай да изкажеш мнение в „независимия“ вестник Таймс, или в независимото Би Би Си? Имаш много здраве от пробитата шапка на демокрацията. Там, но както и в „Работническо дело“, трябва да се съобразяваш с линията на вестника или радиото. Принципите са абсолютно същите. Разликата е само във формите – едните са по-груби и недодялани, а другите по-гладки”.
През 1977 г. заедно с писателя Цветан Марангозов обмислят издаването на литературно списание, но това става известно на ДС от донос

## „Задочни репортажи за България“
От 1975 до 1978 г. Марков работи над очерци и анализи за живота в социалистическа България. Те се излъчват всяка седмица по Радио „Свободна Европа“ в рубриката „Контакти“ на Димитър Бочев – общо са излъчени около 137 предавания. Критиките, отправяни към недостатъците на социалистическия строй и лично към Тодор Живков, стават причина Марков да си навлече гнева на българското политическо и държавно ръководство. В България публикуването им става възможно едва през 1990 г.
Георги Марков по това време работи за ББС и има обвързващ договор, но му е предоставена опция да пише текстове и за други радиостанции, стига да не ги чете сам и да не участва лично в тези предавания. Така става възможно Марков да пише за други медии, което освен че му носи допълнително признание и оценка, му предоставя и възможности да подобри материалното си положение.
Оригиналното заглавие на поредицата е „Задочни репортажи за задочна България“, но редакцията на „Свободна Европа“ счита названието „задочна България“ за вид „обида към държавата“ и се приема названието „Задочни репортажи за България“, с което име есетата се излъчват впоследствие.

### Първо печатно издание
Първото печатно издание на „Задочни репортажи за България“ става възможно само благодарение на настойчивостта и упорития труд на Йосиф Загорски, български емигрант в Цюрих, който още в средата на 1978 г. пише на Георги Марков със запитване дали ги е издал, изявявайки готовност да ги разпространява, и че ако не е, може да му окаже помощ, но Марков не отговаря. След смъртта му Загорски решава сам да се заеме с публикацията. Текстовете са му предоставени от Бочев, а впоследствие радиостанция „Свободна Европа“ се съгласява да предостави разпечатки за публикуване. Не всичко съществува в пълен обем – някои есета например се събират „на ръка“, други се набавят от предавания, записани на касета. Средствата се събират също много трудно – Йосиф Загорски разпраща над 60 писма до български емигранти по цял свят с призив за помощ. Анабел Маркова се отказва от авторски права, материално помагат Симеон Втори от Испания, братът Никола Марков от Италия и двама емигранти от Цюрих, приятели на Загорски – Маргарит Велев и Георги Димитров. Анабел Маркова и Никола Марков се отказват и от всички възможни бъдещи хонорари от продажбите, пренасочвайки средствата към фонд „Георги Марков“. От 1979 г. Загорски дълго време безуспешно се опитва да публикува книгата в издателството на Ценко Барев. Барев твърди, че набраният първи том е изчезнал, като публикува само някои от есетата в сп. „Бъдеще“, но без разрешението на Анабел Маркова.
„Репортажите“ са публикувани на български език от фонд „Георги Марков“ през 1980 – 1981 г. в Цюрих, в два тома, съставител и редактор Йосиф Загорски. Първият том съдържа 69 репортажа в 560 стр. в тираж 2000 и предговор от П. Семерджиев. Вторият том е от 592 стр. в тираж 1500 и съдържа останалите репортажи – от 70 до 137. Целият тираж е на загуба, защото не получава широк отзвук сред българските емигрантски среди, а единичните бройки, достигнали България, или са бързо конфискувани, или поради липса на организиран „самиздат“ вътре в страната не циркулират широко.
През 1983 г. книгата е издадена в Англия, а година по-късно – и в САЩ.
В България книгата е издадена едва след падането на комунистическия режим от „Профиздат“ през юни 1990 г. в тираж от 70 085 екземпляра. Една година по-късно е издадена и втора част – „Когато часовниците са спрели. Нови задочни репортажи за България“.

### Значение
Според Цв. Трифонова „Задочни репортажи за България“ е сред съдбовните български книги, редом до „История славянобългарска“ и „Под игото“, до „Записки по българските въстания“ и „Строителите на съвременна България.“ Според други тя е безспорно най-яркото българско литературно произведение от втората половина на 20 век. Книгата попада сред най-великите български национални литературни достижения не само със своя език, стил или тематика, но преди всичко с това, че е портрет на едно общество, бавно и трайно загниващо и загиващо под унищожителното влияние и тоталната агресия на политическия режим. Истинската сила на тези репортажи е в директния им език и в безкомпромисната им откровеност, съчетани с писателско майсторство както по отношение на езика, така и по отношение на фабула, стилистика, изложение, стегнатост и богата образност в силно концентриран по обем текст.
От друга страна, книгата има и скрит подтекст – тя е произведение на писател и личност, дълбоко разочарована и депресирана от видяното – както на родна земя, така и в емиграция. Депресиран вследствие на несбъднатите му очаквания от емиграцията, Марков с тъга разбира, че положението в България не е актуална тема за никого „навън“ и че всичко е борба с политически характер и с политически мотиви, толкова далеч от борбата на един народ срещу една тирания.
Според Борислав Гърдев „Задочните репортажи за България“ са „панорамна хроника на една отминала мрачна епоха, подложена на безпощадна дисекция и ирония, в която се чувства и горчивата носталгия по безвъзвратно отминалите младежки пориви, и омразата към социалистическата номенклатурна банда, чиято еманация е вечният и незабравим Тодор Живков, и след която остава „чувство за непоносимост“.

## Убийството на Марков
На 7 септември 1978 г. следобед Марков претърпява наглед незначителен сблъсък със „случаен“ минувач на моста Ватерло, за който разказва на колегата си Теодор Лирков, а по-късно и на съпругата си Анабел. Писателят заявява, че усетил убождане, обърнал се и видял отдалечаващ се човек, който взел такси и изчезнал. Последвалите събития показват, че инцидентът съвсем не е бил случаен, а срещу него е извършено покушение с някакво оръжие, може би замаскирано като чадър, с което в крака му е изстреляна миниатюрна сачма с отрова, вероятно рицин. Същата нощ здравословното състояние на Марков се влошава и той не е в състояние да застъпи първа смяна в редакцията рано сутринта на 8 септември. През деня вдига температура, изпитва пристъпи на гадене и повръщане и вечерта извиканият общопрактикуващ лекар препоръчва хоспитализация. Писателят е приет в болницата „Сейнт Джеймс“ със съмнение за отравяне на кръвта. Той е в съзнание и повтаря разказа си за инцидента пред лекарите, но направената рентгенова снимка не дава основание за съмнение за наличие на чуждо тяло в бедрото му. Поради разказа на Марков е уведомена полицията и в болницата е изпратен следовател. На пациента е поставена диагноза грип или вирусна инфекция, но въпреки провежданото лечение Марков развива нестабилност на кръвообръщението, кръвното му налягане пада много ниско, сърдечната дейност става нерегулярна и той е преместен в интензивно отделение. На 9 и 10 септември състоянието му постоянно се влошава, той изпада в безсъзнание и вечерта на 10 септември настъпват проблеми в сърдечната дейност, тотална бъбречна недостатъчност, отоци и картина на неконтролируем шок. На 11 септември сутринта Георги Марков умира.
Гробът на Георги Марков е в двора на църквата „Света Кандида и Светия Кръст“ в Уайтчърч Каноникорум (Whitchurch Canonicorum), Дорсет.

### Разследване
Веднага след смъртта на Марков полицията преквалифицира случилото се като „убийство“ и започва официално разследване. Лекуващите лекари са разпитани, документацията подробно прегледана и като най-вероятна диагноза се оформя септичен шок, за чието лечение са предприети коректно всички адекватни и необходими терапевтични мерки. Според интервюта на д-р Райли, имайки предвид симптомите и неповлияването им от стандартно лечение, той е допускал отравяне, но от вид змийска отрова.
Извършена е аутопсия, при която на мястото на убождането е намерена сачма с диаметър 1.70 mm, изработена от сплав 90% платина и 10% иридий. В сърцевината на сачмата има кухина с обем 0.2 mg, която е свързана с повърхността посредством два канала с диаметър 0.35 mm, пробити под ъгъл 90 градуса. Първоначално не е установено вещество в кухината. Последващи изследвания на подобна сачма, използвана срещу Владимир Костов в Париж десет дни преди покушението срещу Марков, установяват следи от рицин, а отворите вероятно са били запушени със субстанция, която се топи при температурата на човешкото тяло. След пълното разтопяване на запечатващото вещество рицинът влиза в кръвта и нищо от двете субстанции не е откриваемо. Ако обаче по някаква причина „запушалката“ е повредена – както е в случая с Костов, който оцелява, в тялото прониква само част от отровата и става възможно да се открият следи. В случая на Марков заключението за вида на използваната отрова се базира само на косвени доказателства, тъй като нито по сачмата, нито в тялото му е открит рицин, но той отговаря като количество, способно да причини смърт. Тъй като по онова време не е известен антидот срещу него, дори и докторите да са знаели с какво е отровен Марков, не са можели да го спасят.
Официалното заключение на британския съдебно-медицински експерт, публикувано през януари 1979 г., определя смъртта на Георги Марков като „убийство с използване на отровата рицин“.
Случаят се запомня като „Убийството с чадъра“ поради разказа на Марков, раздухан от пресата, но в случая с Костов няма чадър, а вероятно е използвано специално изстрелващо оръжие. Преди този последен и успешен опит е имало подготовка за два други опита за убийство на Марков, за които е предупреден навреме.
Западното обществено мнение е шокирано от атентата срещу един дисидент и писател, който независимо от политическата си позиция е само писател и публицист, а не политическа фигура или военен. Разследването на убийството на Марков от българските власти става възможно след падането на комунистическия режим през 1989 г.
През януари 1990 г. служители на ДС предполагаемо унищожават досие на писателя в няколко тома под псевдоним „Скитник“, но на последвалия съдебен процес срещу генерал Владимир Тодоров и генерал Стоян Савов това така и не е доказано. През януари 1992 г. Савов се самоубива преди да се яви пред съда, а Тодоров е осъден на 14 месеца затвор. На делото става известно и за съществуването на друго досие от 10 тома, водено от Първо главно управление, но и неговите следи се губят. Възможно е в изчезналите материали да са се съдържали планове за мероприятия срещу Марков. Същата година генерал Олег Калугин от КГБ прави разкрития за помощта, оказана от КГБ на ДС по отношение на специални технически средства за убийство – отровен гел; хранителна отрова; раняване с отровна сачма. Калугин пристига в София и свидетелства, назовавайки имена на хора от руска и българска страна, замесени в случая. През октомври 1993 г. Калугин е арестуван в Лондон и разпитан за убийството, но е освободен.
През есента на 1992 г. българското следствие започва разследване на убийството на Георги Марков, но не постига напредък. Все пак установява, че ДС е извършвала убийства на български емигранти, критици на социалистическото управление. Напредък постига обаче журналистът Христо Христов, който през 1999 – 2000 г. проучва архивите на ДС и въз основа на установените факти създава документалния филм „Досиетата „Скитник“ и книгата „Убийте „Скитник“.
По-нататъшно разследване на Христов посочва като пряко замесен в събитията Франческо Гулино (агент „Пикадили“). Още през 1993 г. документи от досието на агент „Пикадили“ (Франческо Гулино) са поискани от Великобритания и Дания, за да бъде арестуван, но България отказва да ги предостави. В британския документален филм The Umbrella Assassin („Убиецът с чадъра“, 2006) се разкрива, че Гулино е жив и здрав и пътува свободно из Европа. През 2008 г. английските разследващи подновяват работата си в стремежа си да повдигнат обвинение, като искат достъп до българските архиви и изявяват желание да разпитат 40 бивши служители на ДС, не на последно място и поради извършеното през 2006 г. също в Лондон покушение срещу Александър Литвиненко.
През 2013 г. немският журналист Клаус Дексел създава документален филм за убийството на Георги Марков – „Накаран да замлъкне: Георги Марков и убийството с чадър“, в който намира следите на Гулино и го интервюира. Гулино отрича да има нещо общо. Във филма се загатва, че Скотланд Ярд е знаела за Гулино още през 1992 г. и че той се съгласява да сътрудничи на МИ6.
Въпреки декларираната готовност от различни български правителства за установяване на истината за убийството на Георги Марков, българското следствие не постига резултат и е прекратено през 2013 г. поради изтичане на давност. Към 2023 г. не са обвинени нито поръчителят, нито прекият му извършител.

## Награди и отличия
През 2000 г. Георги Марков посмъртно е удостоен с орден „Стара планина“ първа степен „за яркия му принос към българската литература, драматургия и публицистика и за изключителната му гражданска позиция и противопоставяне на комунистическия режим“.

По повод 85 години от рождението му през 2014 г. в София е открит паметник на Георги Марков, дело на скулптора Данко Данков. Според президента Плевнелиев: 
| „ | Марков не се поколеба да каже истината за антихуманната политика на комунистическия режим и плати с живота си за това, превръщайки се в светъл пример за гражданска и човешка доблест... В своите „Задочни репортажи“ Марков ни завеща „най-подробната, най-точна и задълбочена панорама на обществено-политическите отношения в страната, в мрачната епоха на комунизма“. | “ |

## Оценки
Писател с литературен и публицистичен талант  и харизматична личност с голямо лично обаяние и комуникативност, Георги Марков до напускането на България през 1969 г. е знакова фигура в българския културен живот. Независимо от многократните опити на комунистическия режим за дискредитирането му и забраните за публикуване в България, Георги Марков и в емиграция запазва авторитета и мястото си в българското интелектуално пространство.
Автор на литературни произведения и театрална драматургия, Марков е едно от малкото нови имена в културния живот на комунистическа България, което не е продукт на партийност, непотизъм или лакейско поведение, а носител на литературен талант и качества, наистина издържали проверката на времето.
Марков е достоен продължител на великите български литературни традиции. Още с първите си произведения, публикувани през 50-те и началото на 60-те години, Георги Марков си създава име на талантлив и многообещаващ млад писател, театрален драматург и сценарист. След като през 1969 г. напуска България, Марков се утвърждава на Запад като публицист и дисидент. Макар че периодично се изявява и като писател, литературен критик и театрален сценарист, в дисидентските си години Георги Марков е известен най-вече с острата си и непримирима позиция към комунистическия режим в България. Водещ на радиопредавания и информационни емисии на български език в Би Би Си, автор за Свободна Европа и Дойче веле, активно сътрудничещ с редица емигрантски издания, опозиционни на комунистическия режим в България, в началото и средата на 70-те Георги Марков се превръща в символ. Превъзходната му дикция в съчетание с безупречен български език, актуален поглед и безпощадна обективност правят предаванията му популярни и слушани в България, макар че са заглушавани. Те разчупват стереотипите на отблъскваща негативност, политизирана агресивност и емигрантски абстракции и представят по-обективно националната действителност. От тези предавания се раждат и „Задочни репортажи за България“, едно от най-значимите литературни произведения, написани някога на български език.Според Стефан Цанев „никой не е имал по-голямо въздействие върху народа си от Георги Марков“ 

## Личен живот
На 10 юни 1953, на 24-годишна възраст, Георги Марков встъпва в брак с Деспина Панайотова, 19-годишна съседка от Княжево. Младоженците живеят в квартира на ул. „Екзарх Йосиф“ в София, където Марков пише активно.
По време на едно от поредните си лечения в санаториума във Владая, някъде в периода 1960 – 1961 г., Георги Марков се запознава със Здравка Лекова, по това време помощник-режисьор. Скоро Марков се развежда с Деспина и встъпва във втори брак с Лекова, като двамата заживяват в таванско помещение около зала „Универсиада“, София. Шестдесетте години на XX век са не само напрегнато писателско време за Георги Марков, но и време на трайни и дълбоки приятелства с интелектуалци като Цветан Стоянов, Владо Мусаков (преводач от немски език), Любомир Левчев, Любомир Кабакчиев, Стефан Цанев, Никола Попов (актьор), Апостол Карамитев, Радой Ралин. Писателят участва в партии покер (описани в „Портретът на моя двойник“, 1966) и има нови увлечения по жени, като Яна Пипкова, които разклащат и втория му брак.
След като се установява в Лондон, на 5 юли 1975 г. сключва третия си брак с Анабел Дилк. Една година по-късно се ражда дъщеря му Александра-Райна. 

## Памет
На Георги Марков е наречена улица в София (Карта).

## Произведения
- Цезиева нощ – приключенски роман, 1957
- Победителите на Аякс – научнофантастичен роман, 1959
- Анкета – новели, 1961
- Между нощта и деня – разкази, 1961
- Мъже – роман, 1962, 1990
- Последният патент – комедия, 1965
- Портрет на моя двойник – роман, 1966, 1996
- Кафе с претенция – комедия, 1966
- Асансьорът – пиеса, 1967
- Калай – комедия, 1967
- Жените на Варшава – роман, 1968
- Атентат в затворената улица – пиеса, 1968
- Девет заседания за спасяването на България (в съавторство със Стефан Цанев), 1969
- Задочни репортажи за България – публицистика, том 1, 1980, и том 2, 1981 (Фонд „Георги Марков“, Цюрих), 1990 (София)
- Литературни есета – 1982 (Париж), 1990 (София)
- Архангел Михаил – пиеса 1990, 1997
- Когато часовниците са спрели. Нови задочни репортажи за България – публицистика, 1991
- Пиесите на Георги Марков – 2001
- Покривът – роман, 2007
- Достопочтеното шимпанзе (в съавторство с Дейвид Филипс) – роман, издаден на английски през 1978 г. и преведена през 2009 г. на български, на издателство "Балкани"
- До моя съвременник – есета, 2015
  - Ненаписаната българска харта – том 2 на „До моя съвременник“, 2016
  - Ходенето на българина по мъките– том 3 на „До моя съвременник“, 2016

Издадени на френски език
- L'odyssée d'un passeport et autres nouvelles, 1983, Editions Acratie